# Майнсберг
Майнсберг (нем. Meinsberg) — деревня в Германии, в земле Саксония, входит в район Средняя Саксония в составе городского округа Вальдхайм.
Население составляет 100 человек (на 31 декабря 2013 года). Занимает площадь 2,82 км².

## История
Первое упоминание о поселении относится к 1390 году.
В 1973 году Майнсберг вошёл в состав коммуны Цигра, а в 1994 году после объединения, в коммуну Цигра-Кнобельсдорф.
1 января 2013 года, после проведённых реформ, коммуна Цигра-Кнобельсдорф была расформирована, а Майнсберг вошёл в состав городского округа Вальдхайм в качестве района.